# Герасимов, Фёдор Павлович

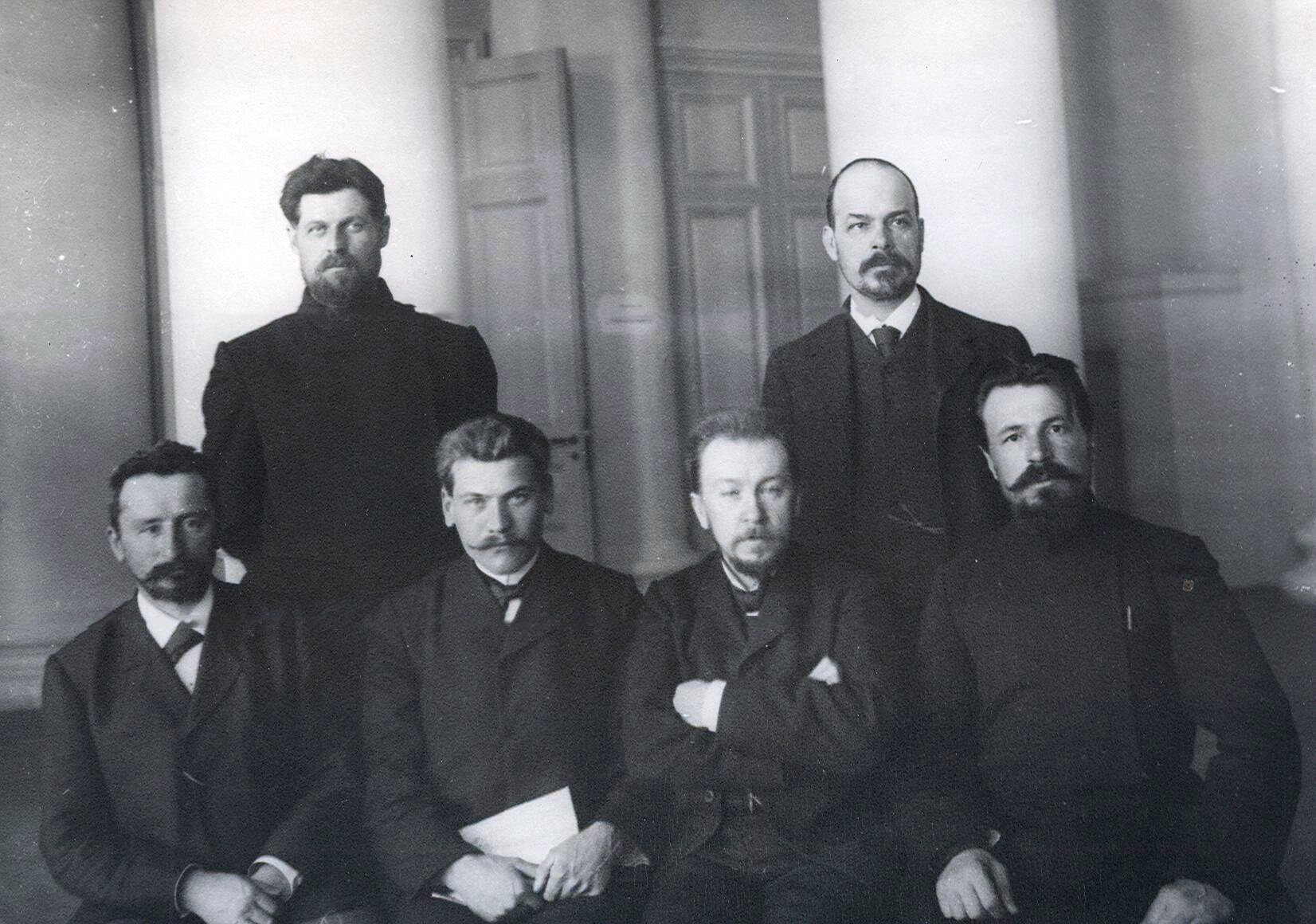
Депутаты 2-й Государственной Думы от Владимирской губернии, слева направо, сидят : К. К. Черносвитов, Н. А. Жиделёв, Н. М. Иорданский, Ф. П. Герасимов; стоят — Г. И. Ситников и А. О. Горев.

Фёдор Павлович Герасимов (1877—?) — крестьянин, депутат Государственной думы II созыва от Владимирской губернии.

## Биографии
Крестьянин села Власьево Никульской волости Юрьев-Польского уезда Владимирской губернии. Окончил сельскую школу. Занимался земледелием, имея надел.
7 февраля 1907 года избран в Государственную думу II созыва от общего собрания выборщиков Владимирского губернского избирательного собрания. Вошёл в состав Трудовой группы и фракции Крестьянского союза. Являлся членом думской Аграрной комиссии.
Дальнейшая судьба и дата смерти неизвестны.

### Архивы
- Российский государственный исторический архив. Фонд 1278. Опись 1 (2-й созыв). Дело 98; Дело 532. Лист 8.